# Werauhia rugosa
Werauhia rugosa là một loài thuộc chi Werauhia. Đây là loài đặc hữu của Costa Rica.